# Município de Liberty (condado de Hancock, Ohio)
O município de Liberty (em inglês: Liberty Township) é um município localizado no condado de Hancock no estado estadounidense de Ohio. No ano de 2010 tinha uma população de 6.660 habitantes e uma densidade populacional de 87,59 pessoas por km².

## Geografia
O município de Liberty encontra-se localizado nas coordenadas 41° 02′ 03″ N, 83° 43′ 23″ O. Segundo a Departamento do Censo dos Estados Unidos, o município tem uma superfície total de 76.04 km², da qual 75,89 km² correspondem a terra firme e (0,19 %) 0,15 km² é água.

## Demografia
Segundo o censo de 2010, tinha 6.660 habitantes residindo no município de Liberty. A densidade populacional era de 87,59 hab./km². Dos 6.660 habitantes, o município de Liberty estava composto pelo 94,44 % brancos, o 1,13 % eram afroamericanos, o 0,18 % eram amerindios, o 1,28 % eram asiáticos, o 1,16 % eram de outras raças e o 1,82 % eram de uma mistura de raças. Do total da população o 3,38 % eram hispanos ou latinos de qualquer raça.